# پناهگاه صخره‌ای درب امامزاده
پناهگاه صخره‌ای درب امامزاده مربوط به اواخر دوران پارینه‌سنگی و اوایل دوره نوسنگی است و در شهرستان استهبان، بخش مرکزی، دهستان ایج، ۱/۵ کیلومتری جنوب روستای درب امامزاده، دهانه دره فرعی مشهور به دره باریکو واقع شده و این اثر در تاریخ ۱۸ شهریور ۱۳۸۷ با شمارهٔ ثبت ۲۳۴۰۰ به‌عنوان یکی از آثار ملی ایران به ثبت رسیده‌است.